# Seznam olympijských medailistů v rychlobruslení
Závody v rychlobruslení na zimních olympijských hrách se poprvé konaly již na první zimní olympiádě v roce 1924 v Chamonix. Tehdy závodili na olympijských rychlobruslařských oválech jen muži, ženy startují na ZOH od roku 1960 (olympiáda ve Squaw Valley).

## 500 m
| Rok                             | Zlato                                                     | Stříbro | Bronz                                                                                                |
| ------------------------------- | --------------------------------------------------------- | --- | --- |
| ZOH 1924 Chamonix               | Charles Jewtraw · Spojené státy americké (USA)            | Oskar Olsen · Norsko (NOR) | Roald Larsen · Norsko (NOR) · Clas Thunberg · Finsko (FIN)                                           |
| ZOH 1928 Svatý Mořic            | Bernt Evensen · Norsko (NOR) Clas Thunberg · Finsko (FIN) | medaile neudělena | John Farrell · Spojené státy americké (USA) Roald Larsen · Norsko (NOR) Jaakko Friman · Finsko (FIN) |
| ZOH 1932 Lake Placid            | Jack Shea · Spojené státy americké (USA)                  | Bernt Evensen · Norsko (NOR) | Alexander Hurd · Kanada (CAN)                                                                        |
| ZOH 1936 Garmisch-Partenkirchen | Ivar Ballangrud · Norsko (NOR)                            | Georg Krog · Norsko (NOR) | Leo Freisinger · Spojené státy americké (USA)                                                        |
| ZOH 1948 Svatý Mořic            | Finn Helgesen · Norsko (NOR)                              | Thomas Byberg · Norsko (NOR) Kenneth Bartholomew · Spojené státy americké (USA) Robert Fitzgerald · Spojené státy americké (USA) | medaile neudělena                                                                                    |
| ZOH 1952 Oslo                   | Ken Henry · Spojené státy americké (USA)                  | Donald McDermott · Spojené státy americké (USA)                                                                                  | Arne Johansen · Norsko (NOR) Gordon Audley · Kanada (CAN)                                            |
| ZOH 1956 Cortina d'Ampezzo      | Jevgenij Grišin · Sovětský svaz (URS)                     | Rafael Grač · Sovětský svaz (URS)                                                                                                | Alv Gjestvang · Norsko (NOR)                                                                         |
| ZOH 1960 Squaw Valley           | Jevgenij Grišin · Sovětský svaz (URS)                     | William Disney · Spojené státy americké (USA)                                                                                    | Rafael Grač · Sovětský svaz (URS)                                                                    |
| ZOH 1964 Innsbruck              | Terry McDermott · Spojené státy americké (USA)            | Jevgenij Grišin · Sovětský svaz (URS) Vladimir Orlov · Sovětský svaz (URS) Alv Gjestvang · Norsko (NOR)                          | medaile neudělena                                                                                    |
| ZOH 1968 Grenoble               | Erhard Keller · Západní Německo (FRG)                     | Magne Thomassen · Norsko (NOR) Terry McDermott · Spojené státy americké (USA)                                                    | medaile neudělena                                                                                    |
| ZOH 1972 Sapporo                | Erhard Keller · Západní Německo (FRG)                     | Hasse Börjes · Švédsko (SWE) | Valerij Muratov · Sovětský svaz (URS)                                                                |
| ZOH 1976 Innsbruck              | Jevgenij Kulikov · Sovětský svaz (URS)                    | Valerij Muratov · Sovětský svaz (URS)                                                                                            | Dan Immerfall · Spojené státy americké (USA)                                                         |
| ZOH 1980 Lake Placid            | Eric Heiden · Spojené státy americké (USA)                | Jevgenij Kulikov · Sovětský svaz (URS)                                                                                           | Lieuwe de Boer · Nizozemsko (NED)                                                                    |
| ZOH 1984 Sarajevo               | Sergej Fokičev · Sovětský svaz (URS)                      | Jošihiro Kitazawa · Japonsko (JPN)                                                                                               | Gaétan Boucher · Kanada (CAN)                                                                        |
| ZOH 1988 Calgary                | Uwe-Jens Mey · Německá demokratická republika (GDR)       | Jan Ykema · Nizozemsko (NED) | Akira Kuroiwa · Japonsko (JPN)                                                                       |
| ZOH 1992 Albertville            | Uwe-Jens Mey · Německo (GER)                              | Tošijuki Kuroiwa · Japonsko (JPN)                                                                                                | Džun’iči Inoue · Japonsko (JPN)                                                                      |
| ZOH 1994 Lillehammer            | Alexandr Golubev · Rusko (RUS)                            | Sergej Klevčenja · Rusko (RUS)                                                                                                   | Manabu Horii · Japonsko (JPN)                                                                        |
| ZOH 1998 Nagano                 | Hirojasu Šimizu · Japonsko (JPN)                          | Jeremy Wotherspoon · Kanada (CAN)                                                                                                | Kevin Overland · Kanada (CAN)                                                                        |
| ZOH 2002 Salt Lake City         | Casey FitzRandolph · Spojené státy americké (USA)         | Hirojasu Šimizu · Japonsko (JPN)                                                                                                 | Kip Carpenter · Spojené státy americké (USA)                                                         |
| ZOH 2006 Turín                  | Joey Cheek · Spojené státy americké (USA)                 | Dmitrij Dorofejev · Rusko (RUS)                                                                                                  | I Kang-sok · Jižní Korea (KOR)                                                                       |
| ZOH 2010 Vancouver              | Mo Tche-pom · Jižní Korea (KOR)                           | Keiičiró Nagašima · Japonsko (JPN)                                                                                               | Džódži Kató · Japonsko (JPN)                                                                         |
| ZOH 2014 Soči                   | Michel Mulder · Nizozemsko (NED)                          | Jan Smeekens · Nizozemsko (NED)                                                                                                  | Ronald Mulder · Nizozemsko (NED)                                                                     |
| ZOH 2018 Pchjongčchang          | Håvard Lorentzen · Norsko (NOR)                           | Čcha Min-kju · Jižní Korea (KOR)                                                                                                 | Kao Tching-jü · Čína (CHN)                                                                           |
| ZOH 2022 Peking                 | Kao Tching-jü · Čína (CHN)                                | Čcha Min-kju · Jižní Korea (KOR)                                                                                                 | Wataru Morišige · Japonsko (JPN)                                                                     |

## 1000 m
| Rok                     | Zlato                                        | Stříbro                                             | Bronz                                                               |
| ----------------------- | -------------------------------------------- | --------------------------------------------------- | ------------------------------------------------------------------- |
| ZOH 1976 Innsbruck      | Peter Mueller · Spojené státy americké (USA) | Jørn Didriksen · Norsko (NOR)                       | Valerij Muratov · Sovětský svaz (URS)                               |
| ZOH 1980 Lake Placid    | Eric Heiden · Spojené státy americké (USA)   | Gaétan Boucher · Kanada (CAN)                       | Frode Rønning · Norsko (NOR) Vladimir Lobanov · Sovětský svaz (URS) |
| ZOH 1984 Sarajevo       | Gaétan Boucher · Kanada (CAN)                | Sergej Chlebnikov · Sovětský svaz (URS)             | Kai Arne Engelstad · Norsko (NOR)                                   |
| ZOH 1988 Calgary        | Nikolaj Guljajev · Sovětský svaz (URS)       | Uwe-Jens Mey · Německá demokratická republika (GDR) | Igor Železovskij · Sovětský svaz (URS)                              |
| ZOH 1992 Albertville    | Olaf Zinke · Německo (GER)                   | Kim Jun-man · Jižní Korea (KOR)                     | Jukinori Mijabe · Japonsko (JPN)                                    |
| ZOH 1994 Lillehammer    | Dan Jansen · Spojené státy americké (USA)    | Igor Železovskij · Bělorusko (BLR)                  | Sergej Klevčenja · Rusko (RUS)                                      |
| ZOH 1998 Nagano         | Ids Postma · Nizozemsko (NED)                | Jan Bos · Nizozemsko (NED)                          | Hirojasu Šimizu · Japonsko (JPN)                                    |
| ZOH 2002 Salt Lake City | Gerard van Velde · Nizozemsko (NED)          | Jan Bos · Nizozemsko (NED)                          | Joey Cheek · Spojené státy americké (USA)                           |
| ZOH 2006 Turín          | Shani Davis · Spojené státy americké (USA)   | Joey Cheek · Spojené státy americké (USA)           | Erben Wennemars · Nizozemsko (NED)                                  |
| ZOH 2010 Vancouver      | Shani Davis · Spojené státy americké (USA)   | Mo Tche-pom · Jižní Korea (KOR)                     | Chad Hedrick · Spojené státy americké (USA)                         |
| ZOH 2014 Soči           | Stefan Groothuis · Nizozemsko (NED)          | Denny Morrison · Kanada (CAN)                       | Michel Mulder · Nizozemsko (NED)                                    |
| ZOH 2018 Pchjongčchang  | Kjeld Nuis · Nizozemsko (NED)                | Håvard Lorentzen · Norsko (NOR)                     | Kim Tche-jun · Jižní Korea (KOR)                                    |
| ZOH 2022 Peking         | Thomas Krol · Nizozemsko (NED)               | Laurent Dubreuil · Kanada (CAN)                     | Håvard Holmefjord Lorentzen · Norsko (NOR)                          |

## 1500 m
| Rok                             | Zlato                                                                       | Stříbro                                                   | Bronz                                       |
| ------------------------------- | --------------------------------------------------------------------------- | --------------------------------------------------------- | ------------------------------------------- |
| ZOH 1924 Chamonix               | Clas Thunberg · Finsko (FIN)                                                | Roald Larsen · Norsko (NOR)                               | Sigurd Moen · Norsko (NOR)                  |
| ZOH 1928 Svatý Mořic            | Clas Thunberg · Finsko (FIN)                                                | Bernt Evensen · Norsko (NOR)                              | Ivar Ballangrud · Norsko (NOR)              |
| ZOH 1932 Lake Placid            | Jack Shea · Spojené státy americké (USA)                                    | Alexander Hurd · Kanada (CAN)                             | Willy Logan · Kanada (CAN)                  |
| ZOH 1936 Garmisch-Partenkirchen | Charles Mathiesen · Norsko (NOR)                                            | Ivar Ballangrud · Norsko (NOR)                            | Birger Wasenius · Finsko (FIN)              |
| ZOH 1948 Svatý Mořic            | Sverre Farstad · Norsko (NOR)                                               | Åke Seyffarth · Švédsko (SWE)                             | Odd Lundberg · Norsko (NOR)                 |
| ZOH 1952 Oslo                   | Hjalmar Andersen · Norsko (NOR)                                             | Wim van der Voort · Nizozemsko (NED)                      | Roald Aas · Norsko (NOR)                    |
| ZOH 1956 Cortina d'Ampezzo      | Jevgenij Grišin · Sovětský svaz (URS) Jurij Michajlov · Sovětský svaz (URS) | medaile neudělena                                         | Toivo Salonen · Finsko (FIN)                |
| ZOH 1960 Squaw Valley           | Roald Aas · Norsko (NOR) Jevgenij Grišin · Sovětský svaz (URS)              | medaile neudělena                                         | Boris Stenin · Sovětský svaz (URS)          |
| ZOH 1964 Innsbruck              | Ants Antson · Sovětský svaz (URS)                                           | Kees Verkerk · Nizozemsko (NED)                           | Villy Haugen · Norsko (NOR)                 |
| ZOH 1968 Grenoble               | Kees Verkerk · Nizozemsko (NED)                                             | Ard Schenk · Nizozemsko (NED) Ivar Eriksen · Norsko (NOR) | medaile neudělena                           |
| ZOH 1972 Sapporo                | Ard Schenk · Nizozemsko (NED)                                               | Roar Grønvold · Norsko (NOR)                              | Göran Claeson · Švédsko (SWE)               |
| ZOH 1976 Innsbruck              | Jan Egil Storholt · Norsko (NOR)                                            | Jurij Kondakov · Sovětský svaz (URS)                      | Hans van Helden · Nizozemsko (NED)          |
| ZOH 1980 Lake Placid            | Eric Heiden · Spojené státy americké (USA)                                  | Kay Stenshjemmet · Norsko (NOR)                           | Terje Andersen · Norsko (NOR)               |
| ZOH 1984 Sarajevo               | Gaétan Boucher · Kanada (CAN)                                               | Sergej Chlebnikov · Sovětský svaz (URS)                   | Oleg Božjev · Sovětský svaz (URS)           |
| ZOH 1988 Calgary                | André Hoffmann · Německá demokratická republika (GDR)                       | Eric Flaim · Spojené státy americké (USA)                 | Michael Hadschieff · Rakousko (AUT)         |
| ZOH 1992 Albertville            | Johann Olav Koss · Norsko (NOR)                                             | Ådne Søndrål · Norsko (NOR)                               | Leo Visser · Nizozemsko (NED)               |
| ZOH 1994 Lillehammer            | Johann Olav Koss · Norsko (NOR)                                             | Rintje Ritsma · Nizozemsko (NED)                          | Falko Zandstra · Nizozemsko (NED)           |
| ZOH 1998 Nagano                 | Ådne Søndrål · Norsko (NOR)                                                 | Ids Postma · Nizozemsko (NED)                             | Rintje Ritsma · Nizozemsko (NED)            |
| ZOH 2002 Salt Lake City         | Derek Parra · Spojené státy americké (USA)                                  | Jochem Uytdehaage · Nizozemsko (NED)                      | Ådne Søndrål · Norsko (NOR)                 |
| ZOH 2006 Turín                  | Enrico Fabris · Itálie (ITA)                                                | Shani Davis · Spojené státy americké (USA)                | Chad Hedrick · Spojené státy americké (USA) |
| ZOH 2010 Vancouver              | Mark Tuitert · Nizozemsko (NED)                                             | Shani Davis · Spojené státy americké (USA)                | Håvard Bøkko · Norsko (NOR)                 |
| ZOH 2014 Soči                   | Zbigniew Bródka · Polsko (POL)                                              | Koen Verweij · Nizozemsko (NED)                           | Denny Morrison · Kanada (CAN)               |
| ZOH 2018 Pchjongčchang          | Kjeld Nuis · Nizozemsko (NED)                                               | Patrick Roest · Nizozemsko (NED)                          | Kim Min-sok · Jižní Korea (KOR)             |
| ZOH 2022 Peking                 | Kjeld Nuis · Nizozemsko (NED)                                               | Thomas Krol · Nizozemsko (NED)                            | Kim Min-sok · Jižní Korea (KOR)             |

## 5000 m
| Rok                             | Zlato                                        | Stříbro                                     | Bronz                                                 |
| ------------------------------- | -------------------------------------------- | ------------------------------------------- | ----------------------------------------------------- |
| ZOH 1924 Chamonix               | Clas Thunberg · Finsko (FIN)                 | Julius Skutnabb · Finsko (FIN)              | Roald Larsen · Norsko (NOR)                           |
| ZOH 1928 Svatý Mořic            | Ivar Ballangrud · Norsko (NOR)               | Julius Skutnabb · Finsko (FIN)              | Bernt Evensen · Norsko (NOR)                          |
| ZOH 1932 Lake Placid            | Irving Jaffee · Spojené státy americké (USA) | Eddie Murphy · Spojené státy americké (USA) | Willy Logan · Kanada (CAN)                            |
| ZOH 1936 Garmisch-Partenkirchen | Ivar Ballangrud · Norsko (NOR)               | Birger Wasenius · Finsko (FIN)              | Antero Ojala · Finsko (FIN)                           |
| ZOH 1948 Svatý Mořic            | Reidar Liaklev · Norsko (NOR)                | Odd Lundberg · Norsko (NOR)                 | Göthe Hedlund · Švédsko (SWE)                         |
| ZOH 1952 Oslo                   | Hjalmar Andersen · Norsko (NOR)              | Kees Broekman · Nizozemsko (NED)            | Sverre Ingolf Haugli · Norsko (NOR)                   |
| ZOH 1956 Cortina d'Ampezzo      | Boris Šilkov · Sovětský svaz (URS)           | Sigvard Ericsson · Švédsko (SWE)            | Oleg Gončarenko · Sovětský svaz (URS)                 |
| ZOH 1960 Squaw Valley           | Viktor Kosičkin · Sovětský svaz (URS)        | Knut Johannesen · Norsko (NOR)              | Jan Pesman · Nizozemsko (NED)                         |
| ZOH 1964 Innsbruck              | Knut Johannesen · Norsko (NOR)               | Per Ivar Moe · Norsko (NOR)                 | Fred Anton Maier · Norsko (NOR)                       |
| ZOH 1968 Grenoble               | Fred Anton Maier · Norsko (NOR)              | Kees Verkerk · Nizozemsko (NED)             | Peter Nottet · Nizozemsko (NED)                       |
| ZOH 1972 Sapporo                | Ard Schenk · Nizozemsko (NED)                | Roar Grønvold · Norsko (NOR)                | Sten Stensen · Norsko (NOR)                           |
| ZOH 1976 Innsbruck              | Sten Stensen · Norsko (NOR)                  | Piet Kleine · Nizozemsko (NED)              | Hans van Helden · Nizozemsko (NED)                    |
| ZOH 1980 Lake Placid            | Eric Heiden · Spojené státy americké (USA)   | Kay Stenshjemmet · Norsko (NOR)             | Tom Erik Oxholm · Norsko (NOR)                        |
| ZOH 1984 Sarajevo               | Tomas Gustafson · Švédsko (SWE)              | Igor Malkov · Sovětský svaz (URS)           | René Schöfisch · Německá demokratická republika (GDR) |
| ZOH 1988 Calgary                | Tomas Gustafson · Švédsko (SWE)              | Leo Visser · Nizozemsko (NED)               | Gerard Kemkers · Nizozemsko (NED)                     |
| ZOH 1992 Albertville            | Geir Karlstad · Norsko (NOR)                 | Falko Zandstra · Nizozemsko (NED)           | Leo Visser · Nizozemsko (NED)                         |
| ZOH 1994 Lillehammer            | Johann Olav Koss · Norsko (NOR)              | Kjell Storelid · Norsko (NOR)               | Rintje Ritsma · Nizozemsko (NED)                      |
| ZOH 1998 Nagano                 | Gianni Romme · Nizozemsko (NED)              | Rintje Ritsma · Nizozemsko (NED)            | Bart Veldkamp · Belgie (BEL)                          |
| ZOH 2002 Salt Lake City         | Jochem Uytdehaage · Nizozemsko (NED)         | Derek Parra · Spojené státy americké (USA)  | Jens Boden · Německo (GER)                            |
| ZOH 2006 Turín                  | Chad Hedrick · Spojené státy americké (USA)  | Sven Kramer · Nizozemsko (NED)              | Enrico Fabris · Itálie (ITA)                          |
| ZOH 2010 Vancouver              | Sven Kramer · Nizozemsko (NED)               | I Sung-hun · Jižní Korea (KOR)              | Ivan Skobrev · Rusko (RUS)                            |
| ZOH 2014 Soči                   | Sven Kramer · Nizozemsko (NED)               | Jan Blokhuijsen · Nizozemsko (NED)          | Jorrit Bergsma · Nizozemsko (NED)                     |
| ZOH 2018 Pchjongčchang          | Sven Kramer · Nizozemsko (NED)               | Ted-Jan Bloemen · Kanada (CAN)              | Sverre Lunde Pedersen · Norsko (NOR)                  |
| ZOH 2022 Peking                 | Nils van der Poel · Švédsko (SWE)            | Patrick Roest · Nizozemsko (NED)            | Hallgeir Engebråten · Norsko (NOR)                    |

## 10 000 m
| Rok                             | Zlato                                        | Stříbro                                     | Bronz                                                 |
| ------------------------------- | -------------------------------------------- | ------------------------------------------- | ----------------------------------------------------- |
| ZOH 1924 Chamonix               | Julius Skutnabb · Finsko (FIN)               | Clas Thunberg · Finsko (FIN)                | Roald Larsen · Norsko (NOR)                           |
| ZOH 1928 Svatý Mořic            | Kvůli oblevě byl závod zrušen.               | Kvůli oblevě byl závod zrušen.              | Kvůli oblevě byl závod zrušen.                        |
| ZOH 1932 Lake Placid            | Irving Jaffee · Spojené státy americké (USA) | Ivar Ballangrud · Norsko (NOR)              | Frank Stack · Kanada (CAN)                            |
| ZOH 1936 Garmisch-Partenkirchen | Ivar Ballangrud · Norsko (NOR)               | Birger Wasenius · Finsko (FIN)              | Max Stiepl · Rakousko (AUT)                           |
| ZOH 1948 Svatý Mořic            | Åke Seyffarth · Švédsko (SWE)                | Lassi Parkkinen · Finsko (FIN)              | Pentti Lammio · Finsko (FIN)                          |
| ZOH 1952 Oslo                   | Hjalmar Andersen · Norsko (NOR)              | Kees Broekman · Nizozemsko (NED)            | Carl-Erik Asplund · Švédsko (SWE)                     |
| ZOH 1956 Cortina d'Ampezzo      | Sigvard Ericsson · Švédsko (SWE)             | Knut Johannesen · Norsko (NOR)              | Oleg Gončarenko · Sovětský svaz (URS)                 |
| ZOH 1960 Squaw Valley           | Knut Johannesen · Norsko (NOR)               | Viktor Kosičkin · Sovětský svaz (URS)       | Kjell Bäckman · Švédsko (SWE)                         |
| ZOH 1964 Innsbruck              | Jonny Nilsson · Švédsko (SWE)                | Fred Anton Maier · Norsko (NOR)             | Knut Johannesen · Norsko (NOR)                        |
| ZOH 1968 Grenoble               | Johnny Höglin · Švédsko (SWE)                | Fred Anton Maier · Norsko (NOR)             | Örjan Sandler · Švédsko (SWE)                         |
| ZOH 1972 Sapporo                | Ard Schenk · Nizozemsko (NED)                | Kees Verkerk · Nizozemsko (NED)             | Sten Stensen · Norsko (NOR)                           |
| ZOH 1976 Innsbruck              | Piet Kleine · Nizozemsko (NED)               | Sten Stensen · Norsko (NOR)                 | Hans van Helden · Nizozemsko (NED)                    |
| ZOH 1980 Lake Placid            | Eric Heiden · Spojené státy americké (USA)   | Piet Kleine · Nizozemsko (NED)              | Tom Erik Oxholm · Norsko (NOR)                        |
| ZOH 1984 Sarajevo               | Igor Malkov · Sovětský svaz (URS)            | Tomas Gustafson · Švédsko (SWE)             | René Schöfisch · Německá demokratická republika (GDR) |
| ZOH 1988 Calgary                | Tomas Gustafson · Švédsko (SWE)              | Michael Hadschieff · Rakousko (AUT)         | Leo Visser · Nizozemsko (NED)                         |
| ZOH 1992 Albertville            | Bart Veldkamp · Nizozemsko (NED)             | Johann Olav Koss · Norsko (NOR)             | Geir Karlstad · Norsko (NOR)                          |
| ZOH 1994 Lillehammer            | Johann Olav Koss · Norsko (NOR)              | Kjell Storelid · Norsko (NOR)               | Bart Veldkamp · Nizozemsko (NED)                      |
| ZOH 1998 Nagano                 | Gianni Romme · Nizozemsko (NED)              | Bob de Jong · Nizozemsko (NED)              | Rintje Ritsma · Nizozemsko (NED)                      |
| ZOH 2002 Salt Lake City         | Jochem Uytdehaage · Nizozemsko (NED)         | Gianni Romme · Nizozemsko (NED)             | Lasse Sætre · Norsko (NOR)                            |
| ZOH 2006 Turín                  | Bob de Jong · Nizozemsko (NED)               | Chad Hedrick · Spojené státy americké (USA) | Carl Verheijen · Nizozemsko (NED)                     |
| ZOH 2010 Vancouver              | I Sung-hun · Jižní Korea (KOR)               | Ivan Skobrev · Rusko (RUS)                  | Bob de Jong · Nizozemsko (NED)                        |
| ZOH 2014 Soči                   | Jorrit Bergsma · Nizozemsko (NED)            | Sven Kramer · Nizozemsko (NED)              | Bob de Jong · Nizozemsko (NED)                        |
| ZOH 2018 Pchjongčchang          | Ted-Jan Bloemen · Kanada (CAN)               | Jorrit Bergsma · Nizozemsko (NED)           | Nicola Tumolero · Itálie (ITA)                        |
| ZOH 2022 Peking                 | Nils van der Poel · Švédsko (SWE)            | Patrick Roest · Nizozemsko (NED)            | Davide Ghiotto · Itálie (ITA)                         |

## Víceboj
| Rok               | Zlato                        | Stříbro                     | Bronz                          |
| ----------------- | ---------------------------- | --------------------------- | ------------------------------ |
| ZOH 1924 Chamonix | Clas Thunberg · Finsko (FIN) | Roald Larsen · Norsko (NOR) | Julius Skutnabb · Finsko (FIN) |

## Závod s hromadným startem
| Rok                    | Zlato                          | Stříbro                         | Bronz                           |
| ---------------------- | ------------------------------ | ------------------------------- | ------------------------------- |
| ZOH 2018 Pchjongčchang | I Sung-hun · Jižní Korea (KOR) | Bart Swings · Belgie (BEL)      | Koen Verweij · Nizozemsko (NED) |
| ZOH 2022 Peking        | Bart Swings · Belgie (BEL)     | Čong Če-won · Jižní Korea (KOR) | I Sung-hun · Jižní Korea (KOR)  |

## Stíhací závod družstev
| Rok                    | Zlato                                                                                         | Stříbro                                                                                       | Bronz                                                                                            |
| ---------------------- | --------------------------------------------------------------------------------------------- | --------------------------------------------------------------------------------------------- | ------------------------------------------------------------------------------------------------ |
| ZOH 2006 Turín         | Itálie (ITA) · Matteo Anesi · Stefano Donagrandi · Enrico Fabris · Ippolito Sanfratello       | Kanada (CAN) · Arne Dankers · Steven Elm · Denny Morrison · Jason Parker · Justin Warsylewicz | Nizozemsko (NED) · Sven Kramer · Rintje Ritsma · Mark Tuitert · Carl Verheijen · Erben Wennemars |
| ZOH 2010 Vancouver     | Kanada (CAN) · Mathieu Giroux · Lucas Makowsky · Denny Morrison                               | Spojené státy americké (USA) · Brian Hansen · Chad Hedrick · Jonathan Kuck · Trevor Marsicano | Nizozemsko (NED) · Jan Blokhuijsen · Sven Kramer · Simon Kuipers · Mark Tuitert                  |
| ZOH 2014 Soči          | Nizozemsko (NED) · Jan Blokhuijsen · Sven Kramer · Koen Verweij                               | Jižní Korea (KOR) · Ču Hjong-čun · Kim Čchol-min · I Sung-hun                                 | Polsko (POL) · Zbigniew Bródka · Konrad Niedźwiedzki · Jan Szymański                             |
| ZOH 2018 Pchjongčchang | Norsko (NOR) · Håvard Bøkko · Sindre Henriksen · Simen Spieler Nilsen · Sverre Lunde Pedersen | Jižní Korea (KOR) · I Sung-hun · Čong Če-won · Kim Min-sok                                    | Nizozemsko (NED) · Koen Verweij · Patrick Roest · Sven Kramer · Jan Blokhuijsen                  |
| ZOH 2022 Peking        | Norsko (NOR) · Hallgeir Engebråten · Peder Kongshaug · Sverre Lunde Pedersen                  | Sportovci ROV (ROC) · Daniil Aldoškin · Sergej Trofimov · Ruslan Zacharov                     | Spojené státy americké (USA) · Ethan Cepuran · Casey Dawson · Emery Lehman · Joey Mantia         |

## Medailové pořadí závodníků
Aktualizováno po ZOH 2022.
V tabulce jsou uvedeny pouze závodníci, kteří získali nejméně 2 zlaté medaile.

| Pořadí | Jméno                 | Účast na ZOH | Medaile na ZOH | Zlato | Stříbro | Bronz | Celkem |
| ------ | --------------------- | ------------ | -------------- | ----- | ------- | ----- | ------ |
| 1.     | Clas Thunberg         | 1924–1928    | 1924–1928      | 5     | 1       | 1     | 7      |
| 2.     | Eric Heiden           | 1976–1980    | 1980           | 5     | 0       | 0     | 5      |
| 3.     | Sven Kramer           | 2006–2022    | 2006–2018      | 4     | 2       | 3     | 9      |
| 4.     | Ivar Ballangrud       | 1928–1936    | 1928–1936      | 4     | 2       | 1     | 7      |
| 5.     | Jevgenij Grišin       | 1956–1968    | 1956–1964      | 4     | 1       | 0     | 5      |
| 5.     | Johann Olav Koss      | 1992–1994    | 1992–1994      | 4     | 1       | 0     | 5      |
| 7.     | Tomas Gustafson       | 1980–1992    | 1984–1988      | 3     | 1       | 0     | 4      |
| 7.     | Ard Schenk            | 1964–1972    | 1968–1972      | 3     | 1       | 0     | 4      |
| 9.     | Hjalmar Andersen      | 1948–1956    | 1952           | 3     | 0       | 0     | 3      |
| 9.     | Kjeld Nuis            | 2018–2022    | 2018–2022      | 3     | 0       | 0     | 3      |
| 11.    | I Sung-hun            | 2010–2022    | 2010–2022      | 2     | 3       | 1     | 6      |
| 12.    | Knut Johannesen       | 1956–1964    | 1956–1964      | 2     | 2       | 1     | 5      |
| 13.    | Shani Davis           | 2006–2018    | 2006–2010      | 2     | 2       | 0     | 4      |
| 14.    | Gaétan Boucher        | 1976–1988    | 1980–1984      | 2     | 1       | 1     | 4      |
| 15.    | / Uwe-Jens Mey        | 1984–1992    | 1988–1992      | 2     | 1       | 0     | 3      |
| 15.    | Gianni Romme          | 1998–2002    | 1998–2002      | 2     | 1       | 0     | 3      |
| 15.    | Jochem Uytdehaage     | 2002         | 2002           | 2     | 1       | 0     | 3      |
| 18.    | Enrico Fabris         | 2002–2010    | 2006           | 2     | 0       | 1     | 3      |
| 18.    | Sverre Lunde Pedersen | 2014–2022    | 2018–2022      | 2     | 0       | 1     | 3      |
| 20.    | Irving Jaffee         | 1928–1932    | 1932           | 2     | 0       | 0     | 2      |
| 20.    | Erhard Keller         | 1968–1972    | 1968–1972      | 2     | 0       | 0     | 2      |
| 20.    | Nils van der Poel     | 2018–2022    | 2022           | 2     | 0       | 0     | 2      |
| 20.    | Jack Shea             | 1932         | 1932           | 2     | 0       | 0     | 2      |

## Medailové pořadí zemí
Aktualizováno po ZOH 2022.
| Pořadí | Země                           | Zlato | Stříbro | Bronz | Celkem |
| ------ | ------------------------------ | ----- | ------- | ----- | ------ |
| 1.     | Norsko                         | 27    | 29      | 29    | 85     |
| 2.     | Nizozemsko                     | 25    | 30      | 26    | 81     |
| 3.     | Spojené státy americké         | 20    | 13      | 8     | 41     |
| 4.     | Sovětský svaz                  | 12    | 10      | 9     | 31     |
| 5.     | Švédsko                        | 9     | 4       | 5     | 18     |
| 6.     | Finsko                         | 6     | 6       | 7     | 19     |
| 7.     | Kanada                         | 4     | 7       | 8     | 19     |
| 8.     | Jižní Korea                    | 3     | 8       | 5     | 16     |
| 9.     | Německá demokratická republika | 2     | 1       | 2     | 5      |
| 10.    | Itálie                         | 2     | 0       | 3     | 5      |
| 11.    | Německo                        | 2     | 0       | 1     | 3      |
| 12.    | Západní Německo                | 2     | 0       | 0     | 2      |
| 13.    | Japonsko                       | 1     | 4       | 7     | 12     |
| 14.    | Rusko                          | 1     | 3       | 2     | 6      |
| 15.    | Belgie                         | 1     | 1       | 1     | 3      |
| 16.    | Čína                           | 1     | 0       | 1     | 2      |
| 16.    | Polsko                         | 1     | 0       | 1     | 2      |
| 18.    | Rakousko                       | 0     | 1       | 2     | 3      |
| 19.    | Bělorusko                      | 0     | 1       | 0     | 1      |
| 19.    | Sportovci ROV                  | 0     | 1       | 0     | 1      |
| Celkem | Celkem                         | 119   | 119     | 117   | 355    |